# Byrsonima crassifolia
Byrsonima crassifolia là một loài thực vật có hoa trong họ Malpighiaceae. Loài này được (L.) Kunth mô tả khoa học đầu tiên năm 1822.

## Hình ảnh

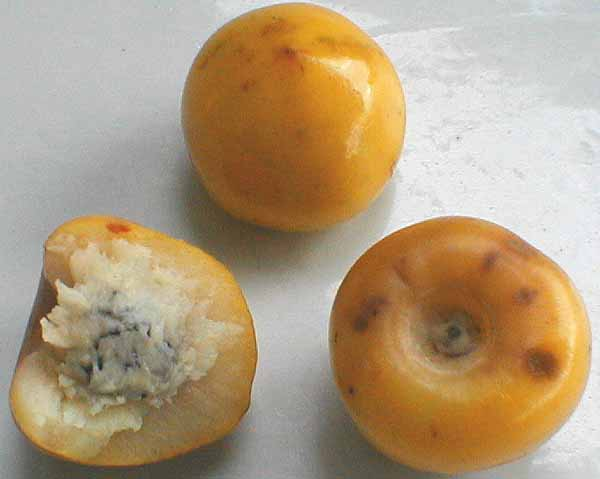
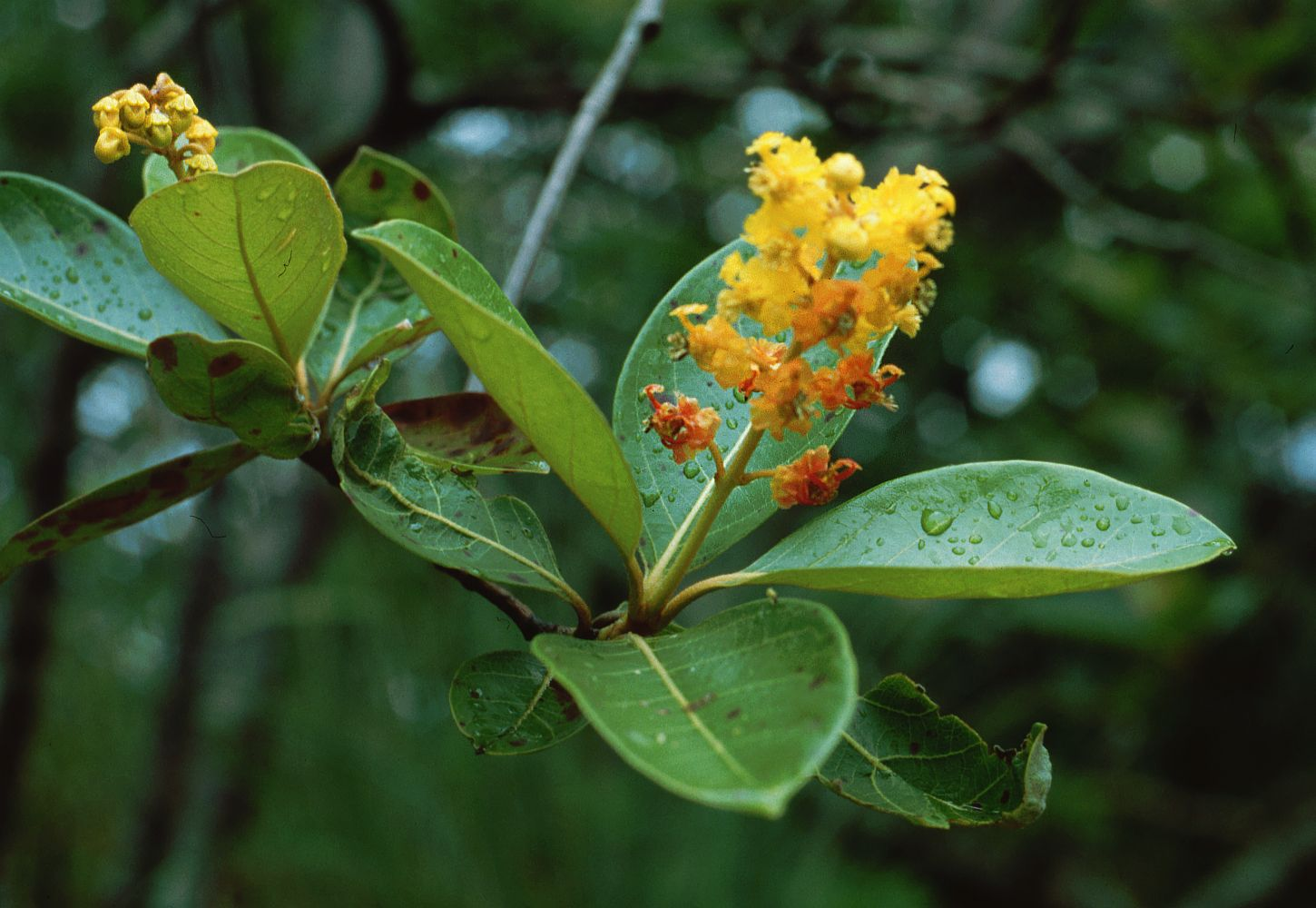
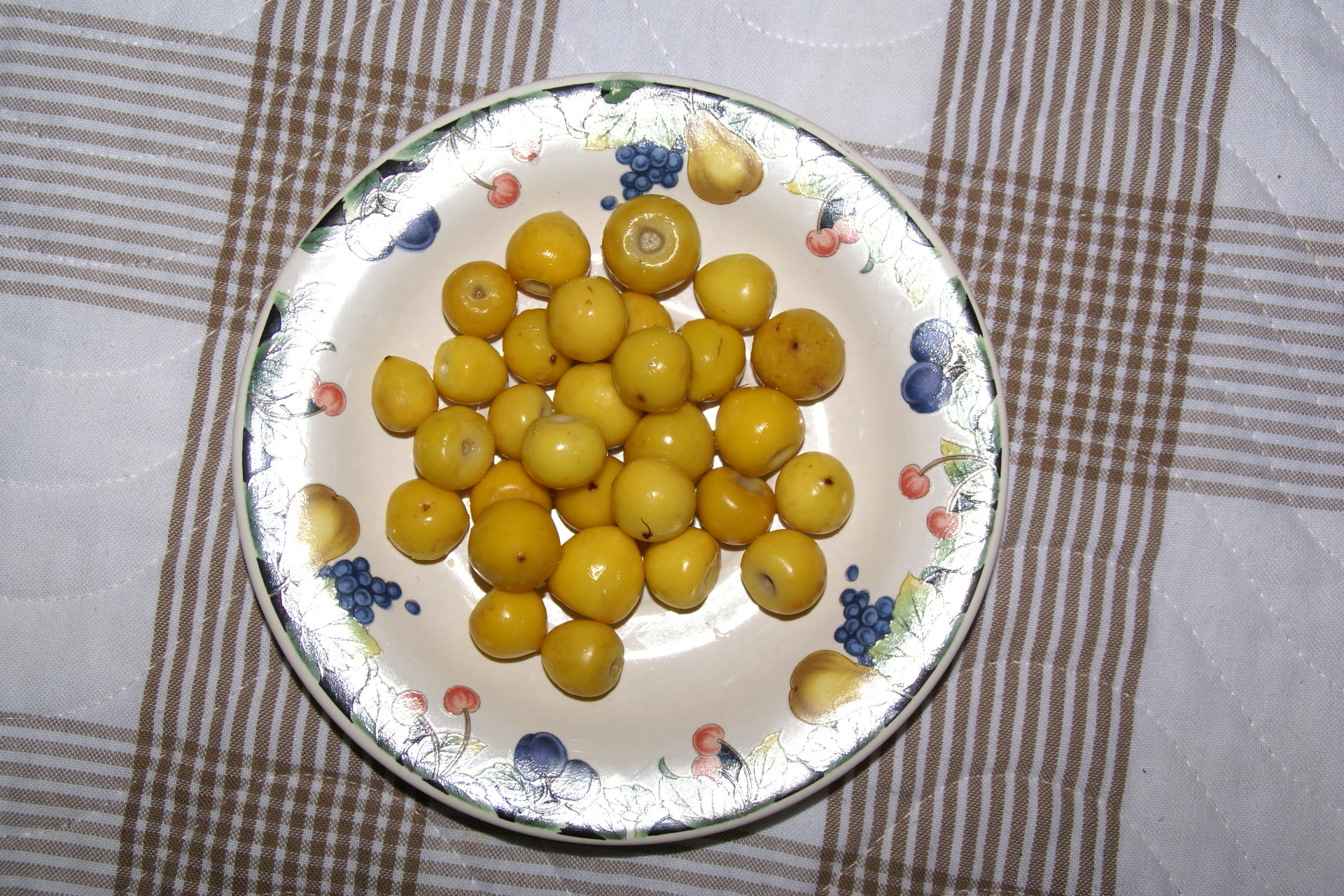
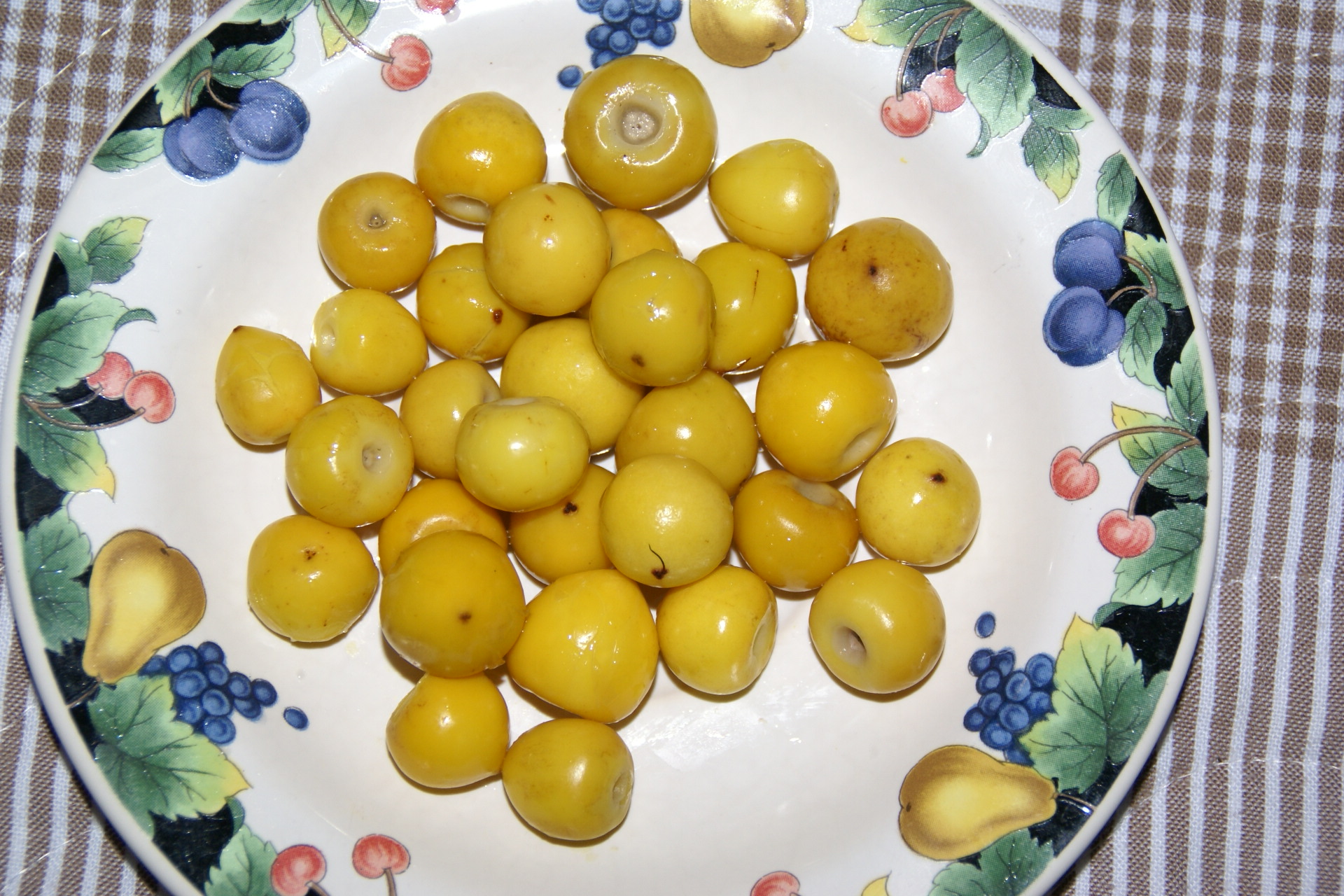